# 223879 Anthonyegan
223879 Anthonyegan è un asteroide della fascia principale esterna. Scoperto nel 2004, presenta un’orbita caratterizzata da un semiasse maggiore di 2,93363346 UA e da un’eccentricità di 0,0217428196 UA, inclinata di 2,912589° rispetto all’eclittica.
Fa parte della famiglia di asteroidi Massalia.